# برایان تی
برایان تی (به انگلیسی: Brian Tee) (زاده ۱۵ مارس ۱۹۷۷) بازیگر آمریکایی است.

## فیلم‌شناسی
از فیلم‌های معروف او می‌توان به بازی در فیلم سریع و خشمگین: توکیو دریفت ، دنیای ژوراسیک ، ولورین ، سریال مرتال کمبت و سریال تیم پزشکی شیکاگو اشاره کرد.